# آلفردو نارسیسو
آلفردو نارسیسو (انگلیسی: Alfredo Narciso؛ زادهٔ) بازیگر اهل کشور ایالات متحده آمریکا است.
از فیلم‌ها یا برنامه‌های تلویزیونی که وی در آن نقش داشته‌است می‌توان به ویرانی و برج تاریک اشاره کرد.